# Favières (Somme)
Favières é uma comuna francesa na região administrativa de Altos da França, no departamento de Somme. Estende-se por uma área de 12,62 km². Em 2010 a comuna tinha 469 habitantes (densidade: 37,2 hab./km²).